# Аэропорт имени Бен-Гуриона
Аэропорт имени Бе́н-Гурио́на (ивр. נמל תעופה בן-גוריון‎, нема́ль те’уфа́ Бе́н Гурио́н; ИАТА: TLV, ИКАО: LLBG) — международный аэропорт, расположенный в Тель-Авиве, главный израильский аэропорт. Основан в 1936 году британскими властями. Находится в 14 км к юго-востоку от Тель-Авива, около города Лод. Назван в честь Давида Бен-Гуриона, первого премьер-министра страны. Ныне за аэропорт отвечает Управление аэропортов Израиля.
Аэропорт является хабом для национального авиаперевозчика Израиля «Эль Аль» и для ряда других крупных авиакомпаний страны, таких как: Arkia Israel Airlines, Israir и другие. По итогам 2019 года, аэропорт обслужил 24,8 миллиона человек, а общее число взлётов и посадок составило 167 886.
Аэропорт имени Бен-Гуриона признан самым защищённым от терроризма аэропортом в мире. Он охраняется полицией и солдатами ЦАХАЛа, а также частными охранными фирмами в униформе охраны аэропорта и в штатском, чтобы поддерживать высокий уровень безопасности. Аэропорт подвергался нескольким террористическим атакам, но ни одна попытка угона самолёта не увенчалась успехом.
Аэропорт имени Бен-Гуриона три раза подряд был признан лучшим на Ближнем Востоке по параметру «удовлетворённость пассажиров».

## История

### Во времена Британского мандата
Аэропорт был спроектирован, спланирован и построен властями Британского мандата в 1930-х годах. В дополнение к аэропорту, британцы построили около аэродрома ЖД-вокзал (в городе Лод) и военную базу. В 1935 году началось строительство аэродрома, и в 1937 году были открыты первые бетонные взлётно-посадочные полосы; длина каждой из них составляла 800 метров, а ширина — 100 метров. Аэропорт был построен во время так называемого «Арабского восстания», в сотрудничестве между иудеями, мусульманами и христианами. Строительством занималась местная строительная компания из Иерусалима.
Перед Второй мировой войной аэропорт обслуживал небольшое количество авиакомпаний: египетская «МасрЭйр» (сегодня называется EgyptAir) выполняла рейсы из аэропорта в несколько пунктов назначения в регионе, включая Каир, Никосию, Бейрут и Багдад. Голландская KLM пользовалась аэропортом как промежуточным пунктом при полётах из Амстердама в города Индонезии, а польская LOT выполняла регулярное авиасообщение с Варшавой. Czech Airlines выполняли рейсы в восточную Европу, через Италию, а британская Imperial Airways также выполняла рейсы в Великобританию. Во времена Второй мировой войны аэропорт обслуживал военные самолёты антигитлеровской коалиции и с 1 марта 1943 года превратился в военную базу ВВС Великобритании, в то же время почти полностью была приостановлена гражданская деятельность аэропорта. Сразу же после окончания войны аэропорт вернулся к обычной работе, и в 1946 году авиакомпания Trans World Airlines (TWA) начала выполнять рейсы в Нью-Йорк.
25 февраля 1946 года члены организации «Иргун» атаковали военную базу ВВС Великобритании и уничтожили 11 британских военных самолётов. Накануне войны за независимость Израиля, в конце 1947 года, в аэропорту работали 250 рабочих, большинство из них евреи. Около аэродрома жили вместе еврейские, арабские и английские семьи. Аэропорт охранялся местной «Полицией мандата», но, несмотря на это, ситуация в сфере безопасности ухудшилась. В 1948 году аэропорт был захвачен Арабским легионом, но позже освобождён израильскими войсками при ходе военной операции «Дани», в которой также были освобождены города Лод и Рамла, которые находятся недалеко от аэропорта.

### С основания Государства Израиль по конец 1950-х годов
Как говорилось, в июле 1948 года аэропорт был освобождён от арабского легиона при ходе военной операции «Дани», которая была частью войны за независимость Израиля. 24 ноября 1948 аэропорт был официально открыт как международный аэропорт только что основанного государства. В первый же год после открытия аэропорта через него прошли 40 тысяч пассажиров. Аэропорт был важным звеном при принятии волны репатриации в Израиль, в особенности при операциях «Орлиные крылья» и «Эзра и Нехемия», при ходе которых в Израиль были доставлены евреи, бежавшие из Йемена и Ирака. До сегодняшнего дня аэропорт остаётся главным пунктом прибытия новых репатриантов в Израиль.

Аэропорт Лод в 1958 году

В 1949 году была основана национальная авиакомпания Израиля, «Эль Аль», и аэропорт Лод стал её главным хабом. В 1950 году авиакомпания «Аркиа» начала выполнять из аэропорта рейсы в города Эйлат, Хайфу и в кибуц Маханаим на севере Израиля. Год спустя, аэропорт был увеличен, чтобы быть способным принимать примерно 1,2 миллиона пассажиров в год; главная взлётно-посадочная полоса была удлинена, и её длина составила 2,4 тысячи метров. Также аэропорт пользовался ещё двумя взлётно-посадочными полосами, длинной 1770 и 1280 метров. В период 1957—1958 годов аэропортом воспользовались 110—130 тысяч человек. В 1953 году в аэропорту была основана государственная компания, позже ставшей Israel Aerospace Industries, крупной авиастроительной компанией.

### С начала 1960-х по конец 1990-х
Когда в авиационной индустрии начали появляться реактивные самолёты, началась подготовка аэропорта к принятию такого типа самолётов, вопреки идеям построить новый аэропорт, более отдалённый от границы. Был обновлён и отремонтирован терминал аэропорта. В ноябре 1959 года в аэропорт прибыл первый реактивный самолёт De Havilland Comet, который начал выполнять регулярные авиарейсы из аэропорта в 1960 году. Также в 1959 году началась стройка дополнительной взлётно-посадочной полосы, чтобы принимать более крупные реактивные самолёты. Длина полосы составила 3000 метров; она открылась 21 декабря 1960 года, вылетом обычного, не реактивного самолёта авиакомпании «Эль Аль».
Первый большой реактивный самолёт производства компании «Боинг» совершил посадку в аэропорту в январе 1961 года.
В период 1960-х годов все внутренние рейсы были перемещены из аэропорта Лод на аэродром Сде-Дов внутри Тель-Авива, но в 1969 году внутренние рейсы вернулись в аэропорт.
В 1961 году около аэропорта открылся первый в своём типе на Ближнем Востоке авиационный отель «Авиа», в котором селились экипажи самолётов и бизнес-деятели. Из отеля каждые полчаса выходил шаттл в аэропорт, а сам отель работал 24 часа в сутки, 7 дней в неделю.
В 1972 году на аэропорт напали террористы; в ходе теракта, который произошёл 30 мая и выполнялся членами японской радикальной организации «Красная армия Японии», 26 человек погибли и 72 были ранены. После произошедшего зал встречающих был отделён от самих прилетающих пассажиров специальным пуленепробиваемым стеклом.

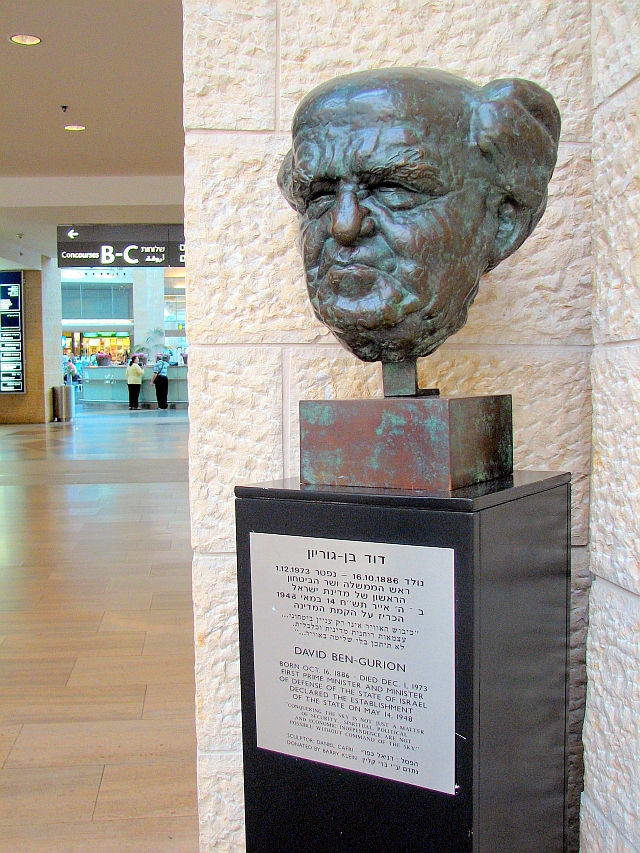
Бюст Давида Бен-Гуриона при входе в терминал 3

Во время Войны Судного дня количество пассажирских перевозок понизилось, и аэропорт начал принимать самолёты, которые доставляли продовольствие и вооружение из США. Всего аэропорт принял 566 таких самолётов, в составе авиационного конвоя.
В 1973 году, после смерти первого премьер-министра Израиля Давида Бен-Гуриона, аэропорт был переименован в Международный аэропорт имени Давида Бен-Гуриона.
После основания Управления аэропортов Израиля в 1977 году, эта служба начала улучшать аэропорт. Был построен второй этаж терминала, там находились магазины Duty Free. Были построены новые выходы на посадку, а также новый зал встречающих и новый диспетчерский пункт.

### С 1990-х годов по настоящее время
В 1993 году начались переговоры о строительстве нового терминала аэропорта, поскольку старый терминал не мог справляться с возросшим пассажиропотоком. Предел для 1-го терминала — 5 миллионов пассажиров в год, но прогнозировалось удвоение количества пассажиров в течение 7—10 лет.
16 января 1994 года Правительство Израиля приняло решение о строительстве нового терминала, открытие которого планировалось на 2000 год. По разным оценкам, в связи с приближением Миллениума ожидалось большое количество паломников, которые посетят святые места в Израиле. Прогноз оправдался, и количество пассажиров, прошедших через аэропорт, действительно стало рекордным, но после начала интифады Аль-Акса количество пассажиров снизилось до 2,5 миллионов, и пассажиропоток смог превысить отметку 2000 года только в 2007 году.

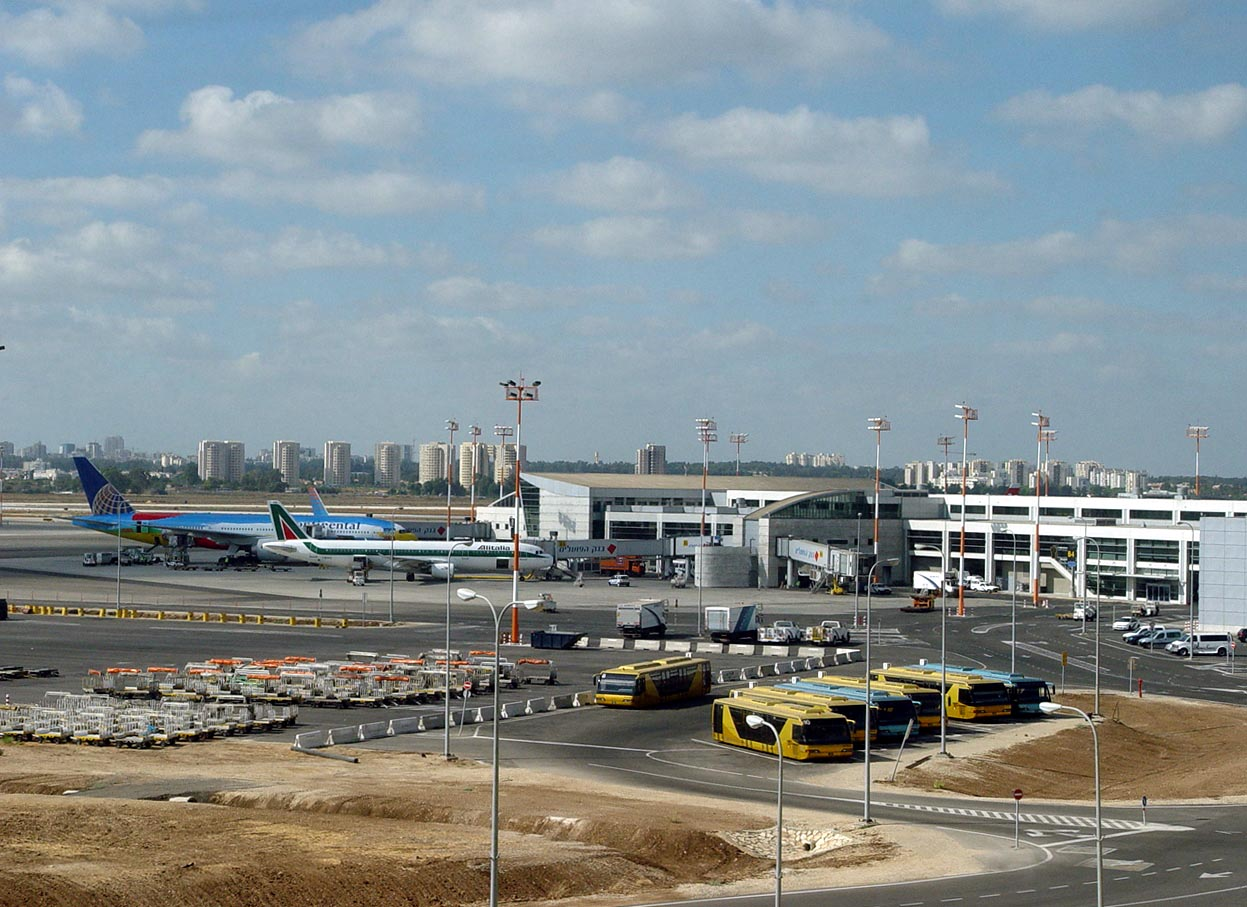
Терминал 3 в 2005 году

Из-за судебных разбирательств строительство нового третьего терминала было заморожено до 1997 года. Многие жители окрестностей аэропорта были против строительства и расширения аэропорта, но всё же строительство нового терминала началось 25 октября 1998 года. Два года спустя турецкая строительная компания, строившая терминал, обанкротилась, и проект затянулся на ещё один год. Впоследствии турецкую компанию сменили израильские компании, но затем открытие терминала было отсрочено ещё на 18 месяцев. Новый терминал аэропорта был официально открыт 2 ноября 2004 года.
Вследствие открытия нового терминала, что вызвало падение цен на недвижимость в районе аэропорта, в суд поступили более пяти тысяч исков на общую сумму в 1 млрд шекелей.
В июне 2010 года начались работы по удлинению существующих взлётно-посадочных полос, которые закончились в 2014 году. Также началось строительство дополнительной (четвёртой) зоны в терминале 3, и строительство нового диспетчерского пункта. Новая башня АДП была пущена в действие летом 2015 года.
В 2014 году во время военной операции «Нерушимая скала» большая часть воздушного пространства Израиля была передана Армии обороны Израиля, и это, вместе с пусками ракет из сектора Газа по центру страны, привело к задержкам и изменило авиационные маршруты. Все посадки во время операции проводились на «короткую» полосу, глиссада которой проходит с севера на юг. 22 июля ракета упала недалеко от аэропорта, что привело к отмене рейсов десятков авиалиний (преимущественно европейских и американских), но позже воздушное движение восстановилось.

## Терминалы

### Терминал 1

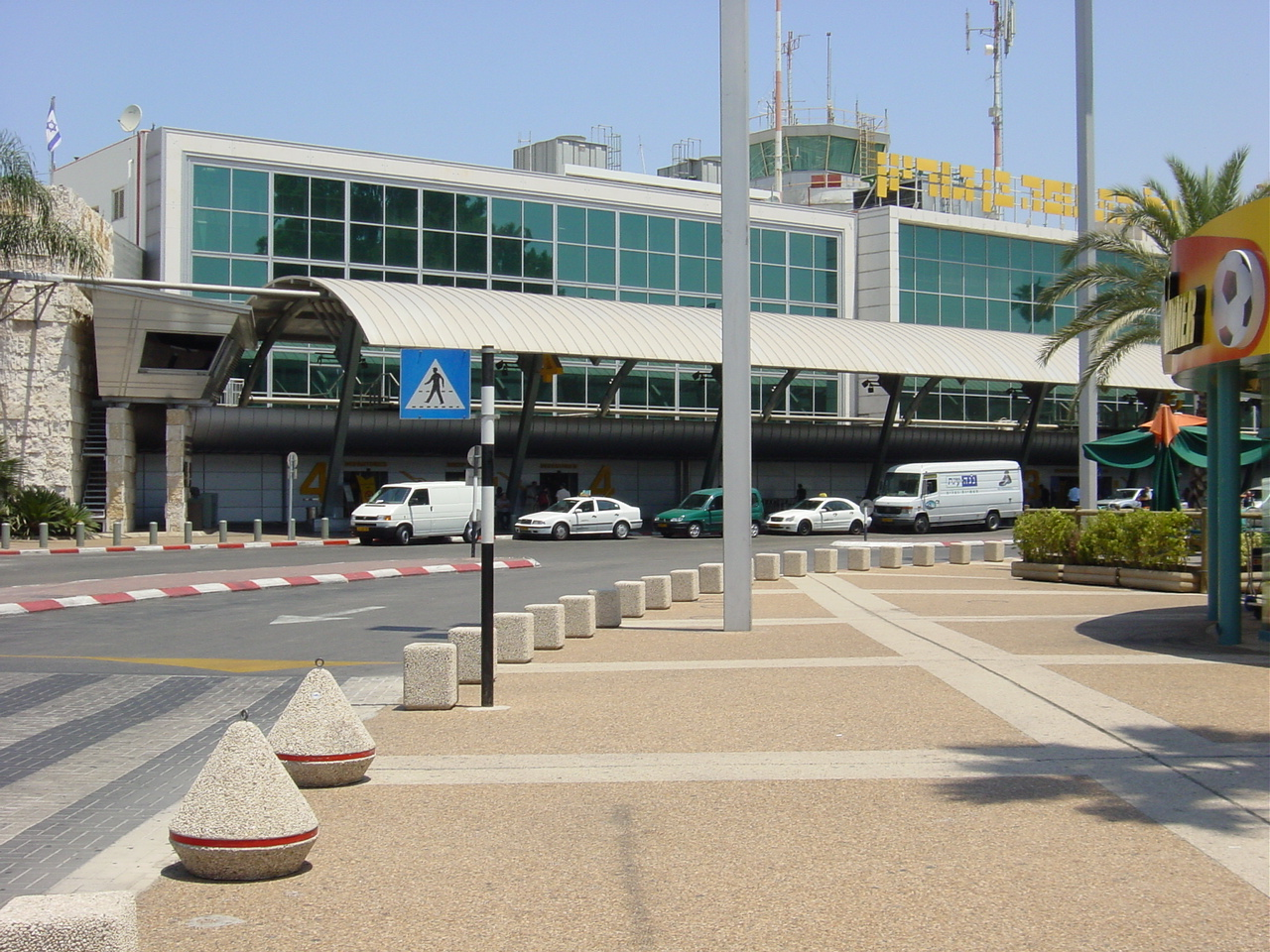
Терминал № 1

Терминал № 1 был построен во времена британского мандата, в 1930-х годах. С тех пор он несколько раз перестраивался и разрастался с увеличением пассажиропотока, пока в 1990-х годах не принял современный вид.
До 2004 года терминал № 1 являлся главным терминалом и обслуживал почти все международные рейсы.
Стойки регистрации рейсов в терминале № 1 находились на первом этаже. Пройдя регистрацию и сдав багаж, пассажиры поднимались на лифте «Отис» на второй этаж, где проходили паспортный контроль и таможенный досмотр. На втором этаже также были расположены VIP-ложи, синагога и магазины дьюти фри. Пассажир, купивший в дьютифри крупные вещи, имел возможность оставить их в аэропорту и забрать по возвращении. Спустившись со второго этажа и пройдя билетный контроль, пассажиры проходили через ворота к автобусам, которые отвозили их к трапу самолёта.
Зал прибытия с паспортным контролем, багажным конвейером, таможней и отпускным пунктом дьютифри, где пассажиры имеют возможность забрать купленные при отлёте товары, находились в южном конце здания терминала.
После постройки терминала № 3 терминал № 1 был временно закрыт для пассажирских авиаперевозок за исключением правительственных рейсов или спецрейсов для репатриантов из Северной Америки и Африки.
Пока здание было закрыто, в нём проводились различные выставки, в том числе и экспозиция века «Академии искусств Бецалеля», проведённая в 2006 году.
14 февраля 2006 года Управление аэропортов Израиля инвестировало 4,3 миллиона шекелей в переоборудование терминала для обслуживания частных реактивных VIP-самолётов для тех VIP-пассажиров которые хотят избежать огласки и суеты в основном терминале. Аэропорт уже предложил наземный VIP-сервис через подрядчиков, но ему приходится увеличить число обслуживаемых пассажиров для оправдания инвестиций.
После глобального переоборудования стоимостью 14,5 миллиона шекелей, терминал № 1 вновь был открыт для обслуживания внутренних рейсов в Эйлат. Для этой цели был произведен ремонт одной из частей терминала, полностью переоборудован зал ожидания и открыт новый зал прилётов. Дизайн терминала производился архитектором Йосефом Аса, и призван олицетворять разные уголки Израиля.
Кроме того, в июне 2008 года была сделана первая попытка обслуживать чартерные международные рейсы на 1-м терминале. Для начала, туда была переведена регистрация пассажиров на части рейсов в Турцию. После регистрации, пассажиры проходили паспортный контроль и садились в автобусы, которые везли их в зону беспошлинной торговли, расположенную в 3-м терминале.
С лета 2009 года было увеличено количество международных рейсов с 1-го терминала, с целью превратить его в полноценный терминал для чартерных и лоу-кост-рейсов. До 2017 года, пассажиры лоу-кост-авиакомпаний проходили регистрацию и предполётные формальности в данном терминале, а после этого перевозились в терминал № 3 на автобусах, там происходила посадка на самолёт.
В 2017 году терминал прошёл ремонт, были построены магазины беспошлинной торговли и кафе, и теперь все формальности и посадка на борт производятся в терминале № 1. При этом в терминале не выполняются процедуры для пассажиров, прилетающих международными рейсами, и те проходят таможенные процедуры, паспортный контроль и выдачу багажа в терминале № 3.
Данным терминалом пользуются авиакомпании-лоукостеры, а также внутренние авиалинии.

### Терминал 3

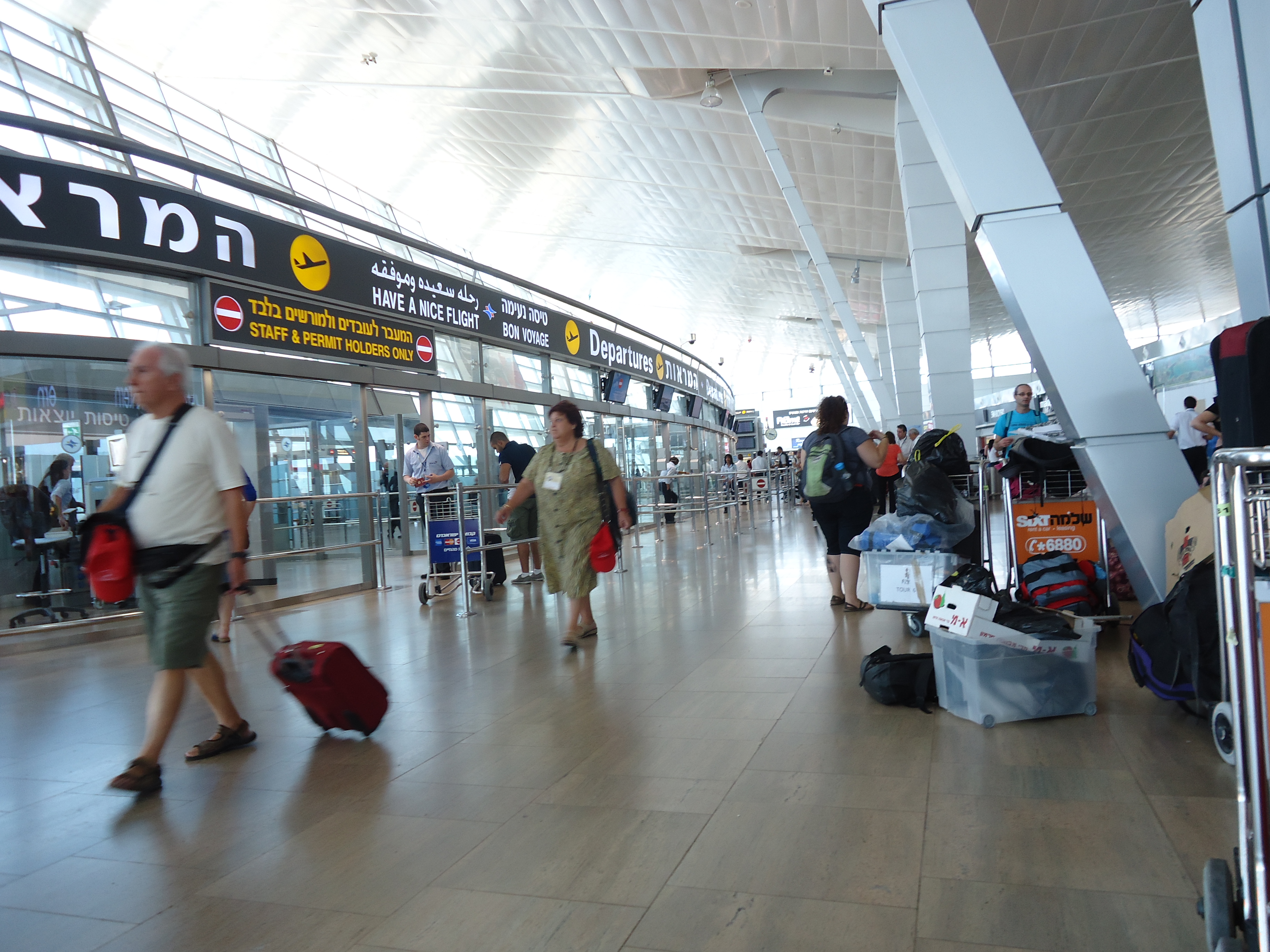
Зона вылета терминала № 3

Терминал № 3 был открыт 2 ноября 2004 года. Первый полёт из этого терминала произвела авиакомпания El Al в нью-йоркский международный аэропорт имени Джона Кеннеди. Большая часть дизайна терминала была спроектирована фирмами «Black & Veatch», «Skidmore, Owings and Merrill», а также Моше Сафди, Рамом Карми и другими израильскими архитекторами.
Терминал № 3 заменил терминал № 1 в качестве главных воздушных ворот Израиля. Новый терминал способен обслуживать свыше десяти миллионов пассажиров в год, и после строительства всех залов (из пяти запроектированных залов в настоящее время построены четыре) его пропускная способность возрастёт до шестнадцати миллионов пассажиров в год. Кроме этого спроектированного расширения, никакие изменения более не коснутся терминала № 3 из-за очень близкого расположения аэропорта к жилым районам Центра страны, так как шум взлетающих и приземляющихся самолётов будет беспокоить жителей близлежащих районов. Когда пассажиропоток возрастёт настолько, что аэропорт перестанет с ним справляться, будет построен новый международный аэропорт вдали от жилых районов.
Терминал № 3 имеет три бизнес-зала ожидания: зал «Эль-Аль Кинг-Дэвид» (в секции «D», в которой производится посадка на большинство рейсов авиакомпании «Эль-Аль») и два зала «Дан» (в секциях «B» и «C»). 24 июля 2013 года Управление аэропортов Израиля объявило о том, что в терминале № 3 запланировано построить 120 гостиничных номеров.

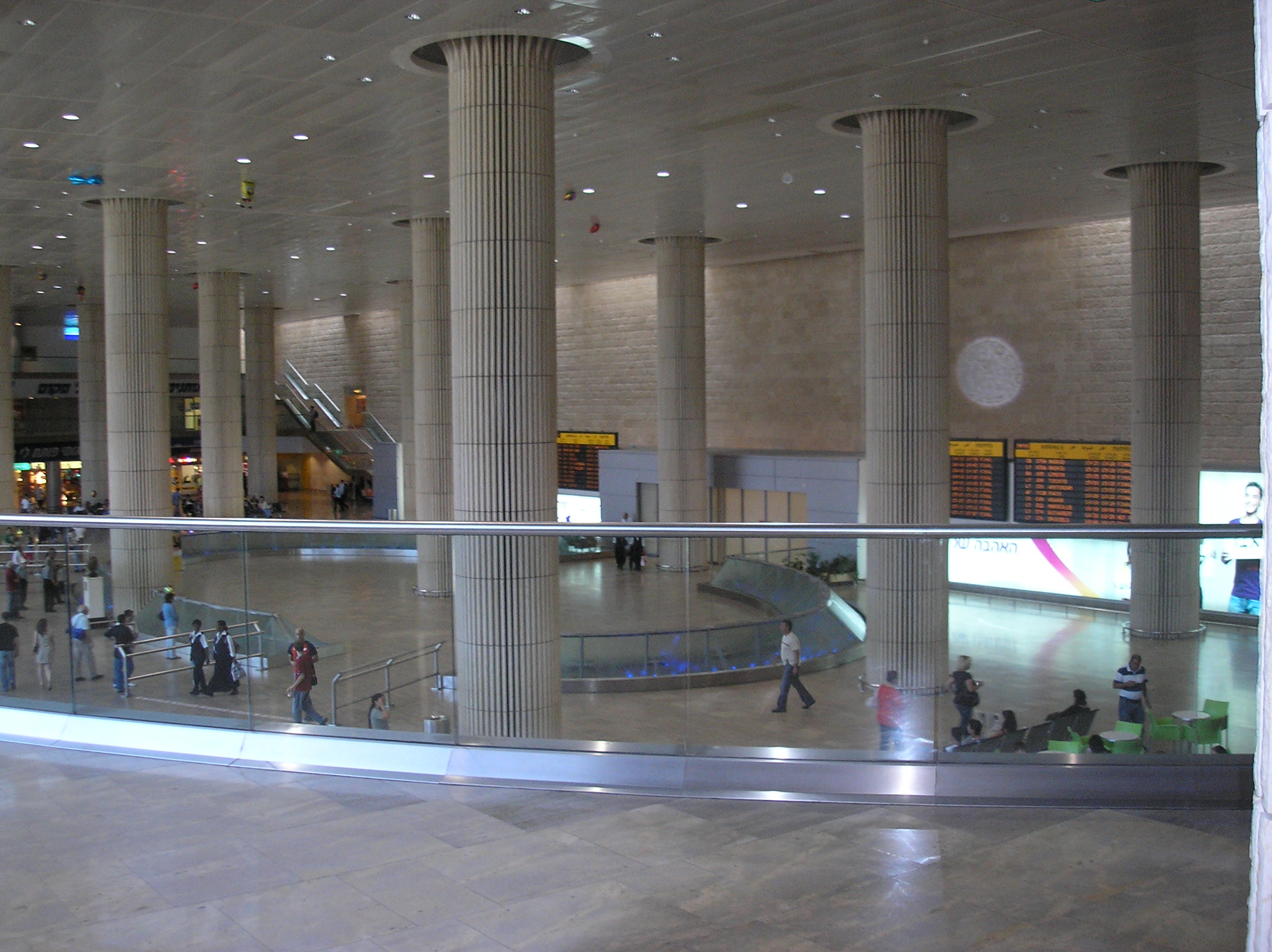
Зал прибытия 3-го терминала

Терминал представляет собой многоуровневую конструкцию, где зал прибытия и стойки регистрации на местные рейсы находятся на нижнем уровне, а регистрационные стойки международных рейсов, зона вылета и магазины беспошлинной торговли — на верхнем. Подъездные пути и автостоянки тоже многоуровневые.
Зал отбывающих оборудован рентгеновскими установками, «просвечивающими» багаж пассажиров. Имеются более ста регистрационных стоек. Торговый центр «Buy & Bye» открыт 24 часа в сутки для пассажиров, провожающих и случайных посетителей. На том же уровне пассажиры проходят паспортный контроль и проверку безопасности. Наклонная стеклянная наружная стена открывает вид на лётное поле и позволяет видеть взлёты, посадки и руление самолётов. Пройдя сквозь проход в этой стене, после контроля безопасности пассажиры через длинный наклонный коридор попадают в звездообразное помещение, где расположены магазины беспошлинной торговли и рестораны. К помещению присоединены четыре крыла — «B», «C», «D» и «E» (планируется построить ещё одно), которые освещены естественным солнечным освещением и оборудованы травелаторами и в свою очередь соединены каждый с восемью телескопическими трапами, пронумерованными от 2 до 9. Каждое крыло также имеет по два гейта с номерами 1 и 1А для доставки пассажиров автобусами к самолётам, не пристыкованным к телескопическим трапам.
Непосредственно у входа в терминал расположена железнодорожная платформа, остановки такси, автобусов и челноков, курсирующих между терминалами, а также автостоянкой на длительный срок. Холл терминала № 3 оборудован восемью лифтами с максимальной грузоподъёмностью 6000 кг. Также в терминале № 3 повсюду есть свободный доступ к беспроводному Интернету.

### Недействующие терминалы

#### Терминал 2
Строительство терминала 2 началось в 1967 году. Он был открыт в 1969 году, когда авиакомпания Arkia возобновила свою деятельность в аэропорту после Шестидневной войны.
В 90-х годах, когда терминал № 1 перестал справляться с возросшим пассажиропотоком, в Терминале 2 была добавлена вспомогательная международная секция. В этой секции проводилась регистрация на международные чартерные рейсы, а также на регулярные рейсы компании Tower Air в Ньюарк. После прохождения регистрации и паспортного контроля, пассажиры переезжали на внутреннем автобусе в здание терминала № 1, где находились зал ожидания и магазины беспошлинной торговли. Международная секция действовала, пока не был построен терминал № 3.
Терминал 2 обслуживал внутренние рейсы вплоть до 20 февраля 2007 года, когда внутренние рейсы были переведены в отремонтированный Терминал 1.
В настоящее время здание терминала снесено, и на его месте строится багажный терминал компании UPS.

#### Терминал 4
Терминал № 4, построенный в 1999 году, планировался к открытию в 2000 году, но так и не был официально открыт. Терминал использовался для обслуживания пассажиров, прибывших из Азии во время вспышки атипичной пневмонии, а также для принятия урны с прахом Илана Рамона, погибшего во время катастрофы шаттла «Колумбия».

## Аэродромный комплекс

### Взлётные полосы

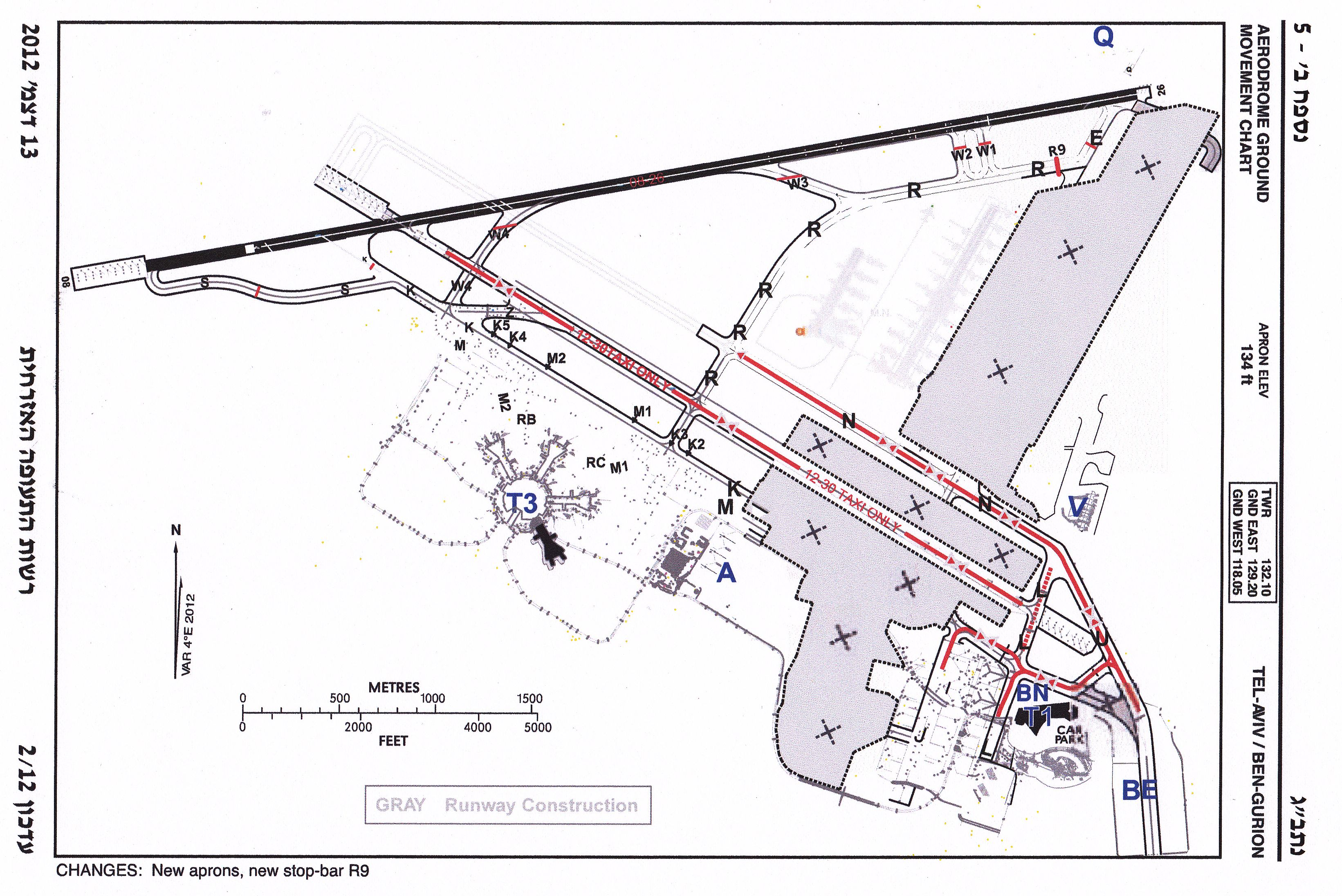
Схема аэропорта, 2012 г.

Аэропорт Бен-Гурион имеет три полосы: «главную», «короткую» и «тихую».

#### «Главная» ВПП
Ближайшей к терминалам 1 и 3 взлётно-посадочной полосой является «главная» ВПП (12/30). Она имеет длину 3112 метров. Покрытие асфальтовое. Сопровождается по всей длине рулёжной дорожкой. Используется в основном для посадок в ночное время. Большинство посадок на этой полосе производится с запада на восток, со стороны Средиземного моря над южным Тель-Авивом (направление 12).
Летом и осенью 2007 года полоса прошла капитальный ремонт и вновь открылась 1 ноября 2007 года.

#### «Короткая» ВПП

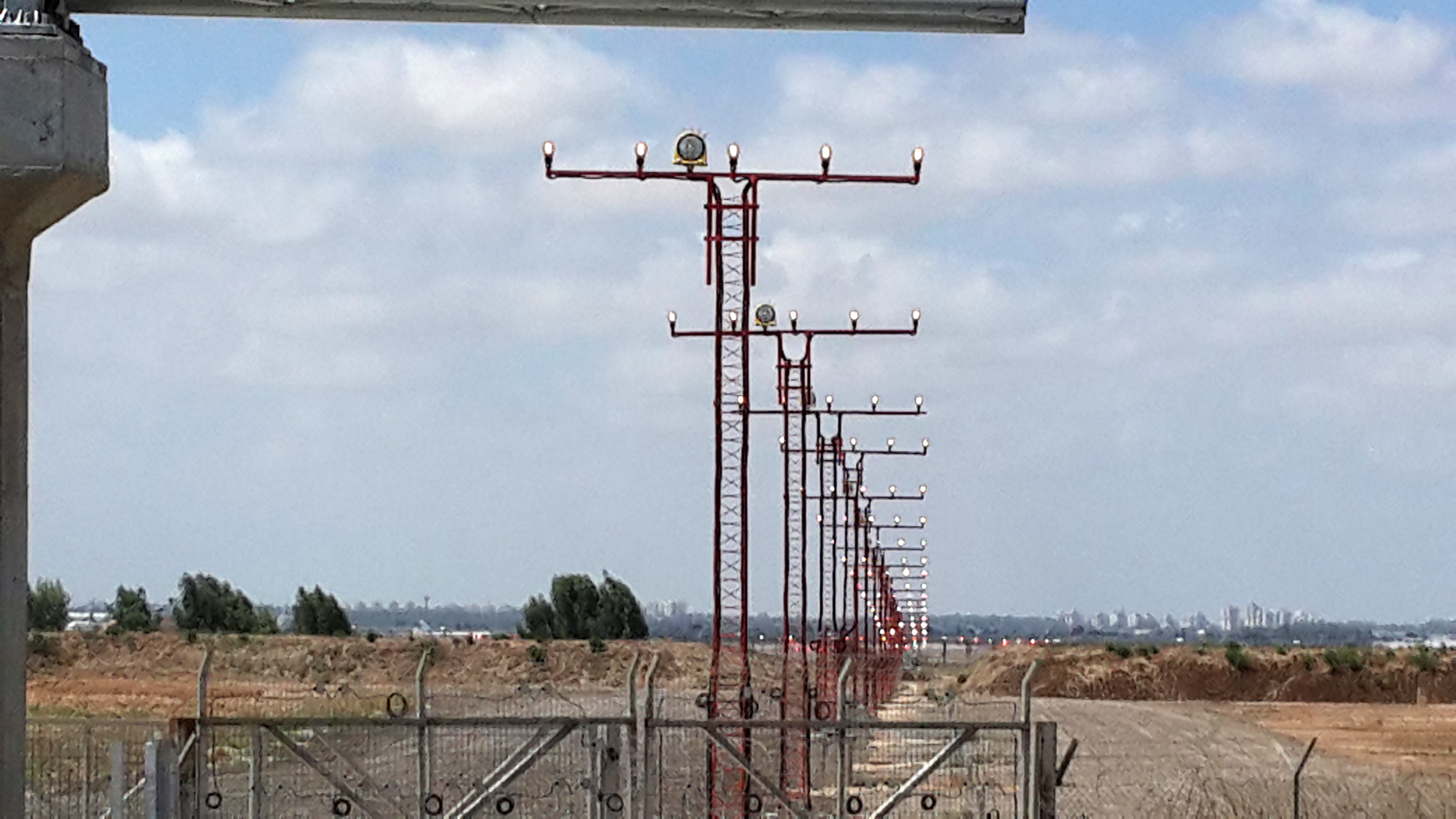
ОВИ полосы 03/21 аэропорта имени Бен Гуриона

Номер полосы — 03/21, длина — 2780 метров. Посадка с севера на юг (направление 21). Покрытие асфальтовое. В прошлом полоса была короче, её длина составляла 1780 метров. Полоса обслуживала главным образом грузовые самолёты, принадлежащие израильским ВВС. Затем до начала обширных работ по реконструкции лётного поля полоса использовалась в качестве рулёжной дорожки для гражданских лайнеров, направляющихся на взлёт с «тихой» полосы с востока на запад.
29 мая 2014 года после серьёзной реконструкции была открыта удлинённая до 2780 м полоса 03/21, пригодная для взлёта и посадки таких воздушных судов, как «Боинг-747». Это позволило на 40 % сократить количество самолётов, пролетающих над Тель-Авивом. Маршрут захода на посадку пролегает над городами Рош-ха-Аин и Кфар-Касем, к северу от аэропорта. На время проведения операции «Нерушимая скала» почти весь гражданский трафик был переведён на полосу 03/21, чтобы уменьшить вероятность попадания в самолёты ракет из Сектора Газа, летящих с южной стороны. 
Полоса в основном используется для посадок в дневное время.

#### «Тихая» ВПП
Это самая длинная полоса (3657 метров). Номер 08/26. Покрытие асфальтовое. Называется она «тихая», потому что глиссада проходит не над жилыми районами, а над сельскохозяйственными угодьями, с востока на запад (направление 26), и шум, производимый заходящими на посадку самолётами, меньше беспокоит жителей. Это самая новая полоса, она построена в начале 1970-х годов.
Летом и осенью 2007 года во время капитального ремонта «главной» полосы, «тихая» полоса оставалась единственной способной принять большие самолёты типа «Боинг-747» и «Боинг-777». Из-за участившихся ночных посадок шум, производимый приземляющимися авиалайнерами, беспокоил жителей посёлка Бней-Атарот. Администрация посёлка подала жалобу в министерство экологии, и под угрозой закрытия аэропорта Управление гражданской авиации Израиля согласилось оплатить жителям посёлка проживание в гостинице на период ремонта основной полосы.
Во время последней реконструкции аэропорта полоса 08/26 была удлинена до 4280 метров и стала использоваться преимущественно для взлёта (направление 26).

### Последние изменения конфигурации аэродрома

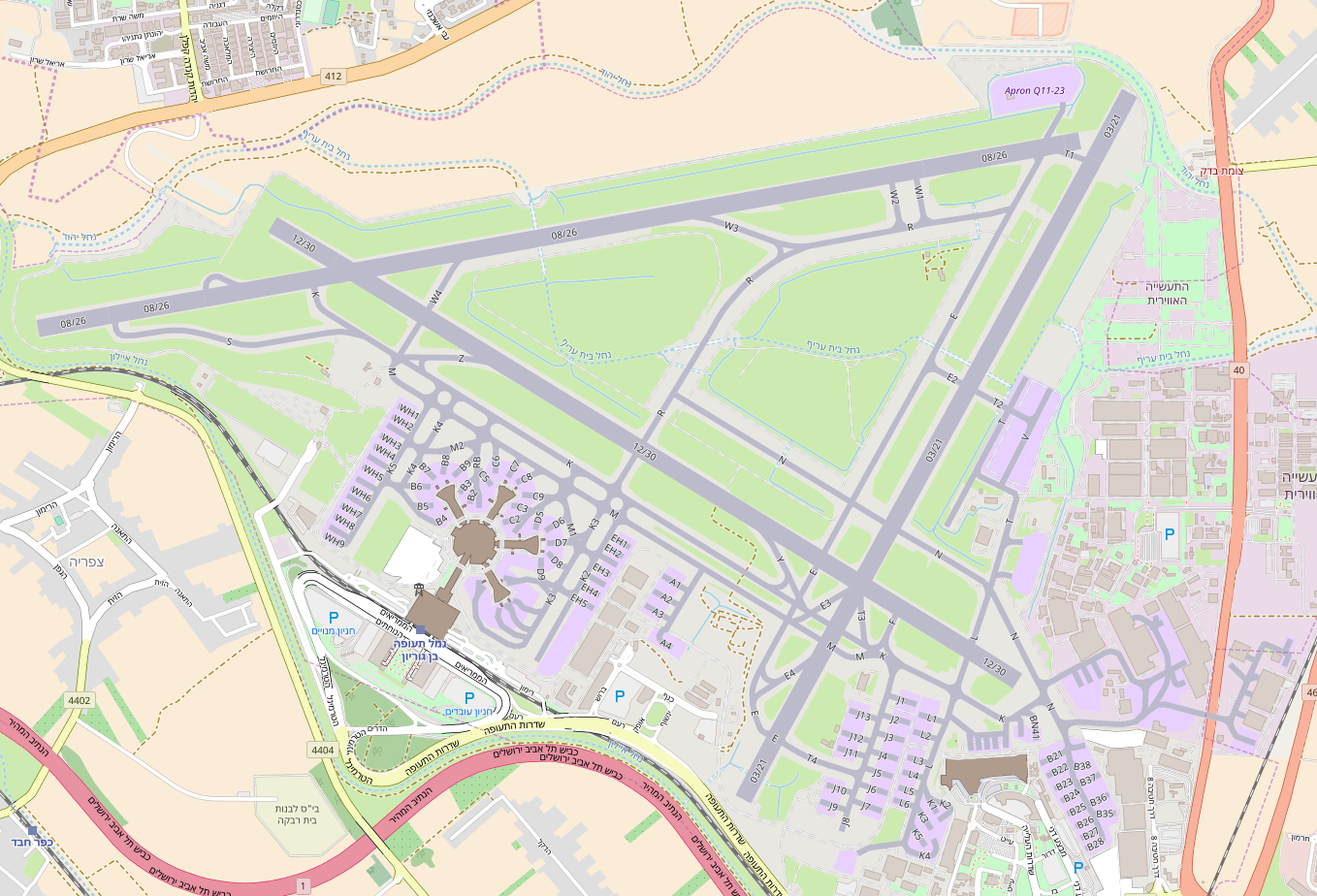
Аэродромный комплекс на 2018 год (скриншот с OpenStreetMap)

Тот факт, что «главная» и «тихая» взлётно-посадочные полосы пересекаются в районе своих западных торцов, затруднял воздушное движение и руление, а также ухудшал безопасность полётов, поэтому диспетчеры вынуждены были увеличивать интервалы между взлётами и посадками. Чтобы в какой-то мере решить эти проблемы, в 2010 году начаты обширные работы по переоборудованию лётного поля: строительство дополнительных рулёжных дорожек, удлинение полос 03/21 (до 2780 м) и 08/26 (до 4280 м). После того, как все этапы строительства были завершены, взлётно-посадочная полоса 03/21 стала преимущественно использоваться для посадок самолётов (с севера на юг). Большинство взлётов проводится теперь с «тихой» взлётно-посадочной полосы в западном направлении. Такая конфигурация позволяет повысить безопасность полётов и сократить интервалы между взлётами и посадками. Проект завершён в мае 2014 года.

## Авиакомпании и направления

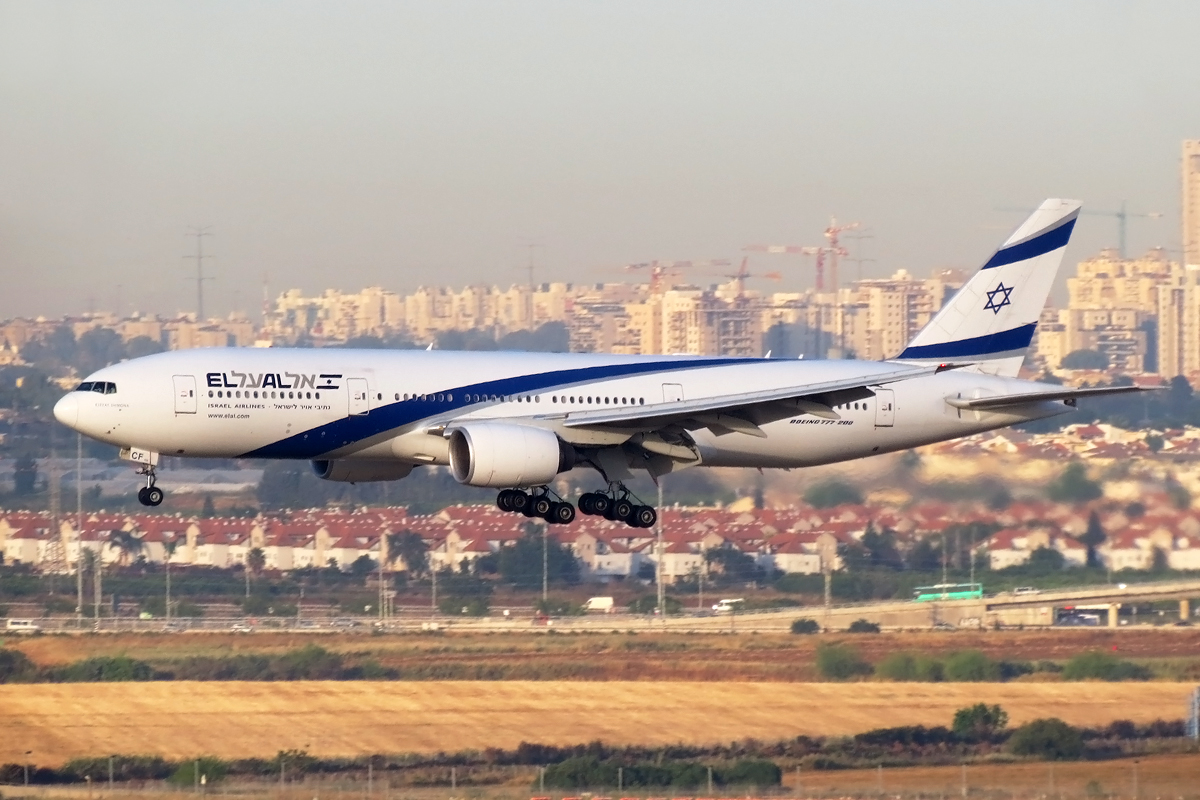
Boeing 777-200 El Al в аэропорту имени Бен-Гуриона

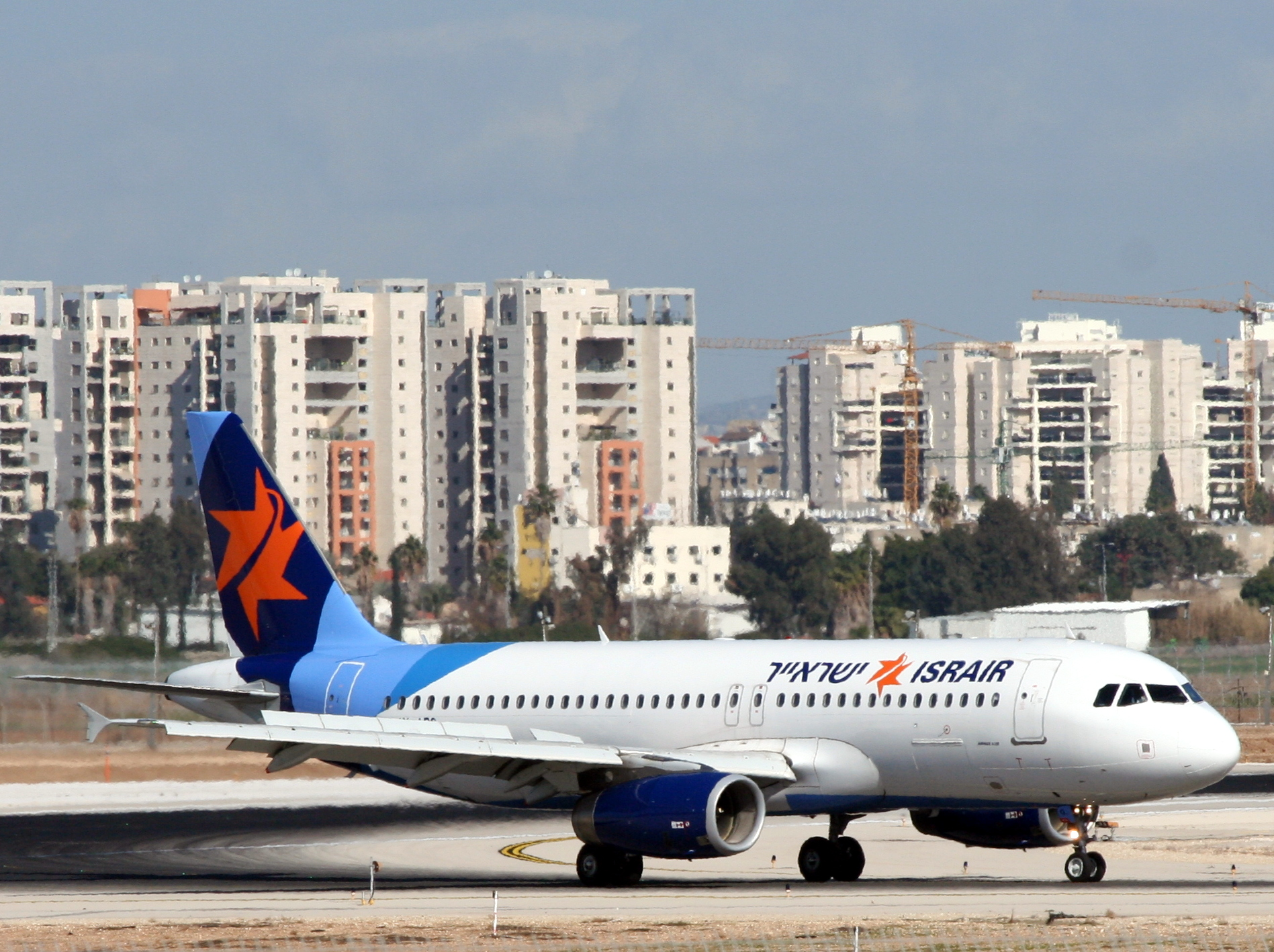
Airbus A320-200 Israir Airlines в аэропорту имени Бен-Гуриона

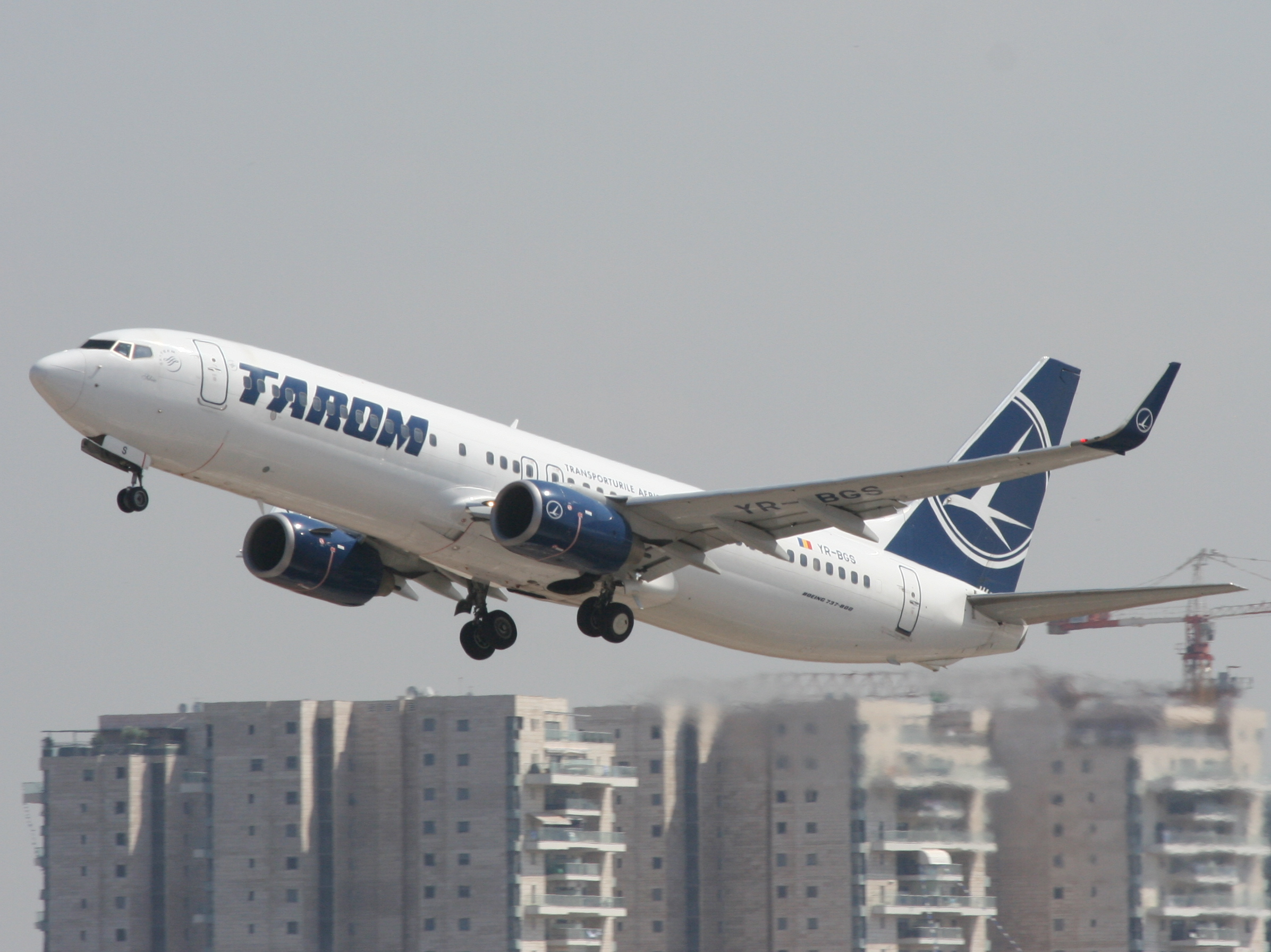
Boeing 737-800 TAROM в аэропорту имени Бен-Гуриона

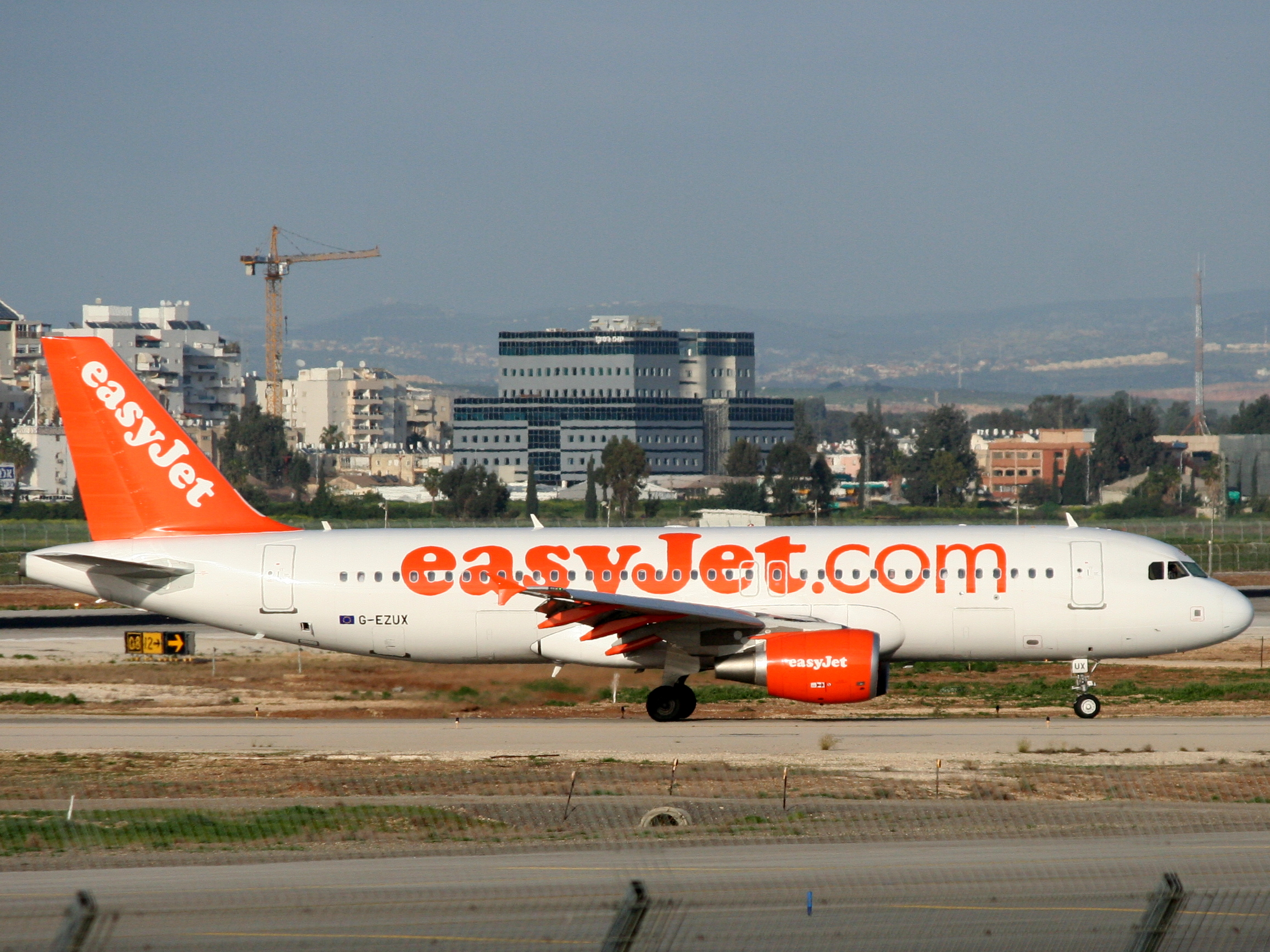
Airbus A320-200 easyJet в аэропорту имени Бен-Гуриона

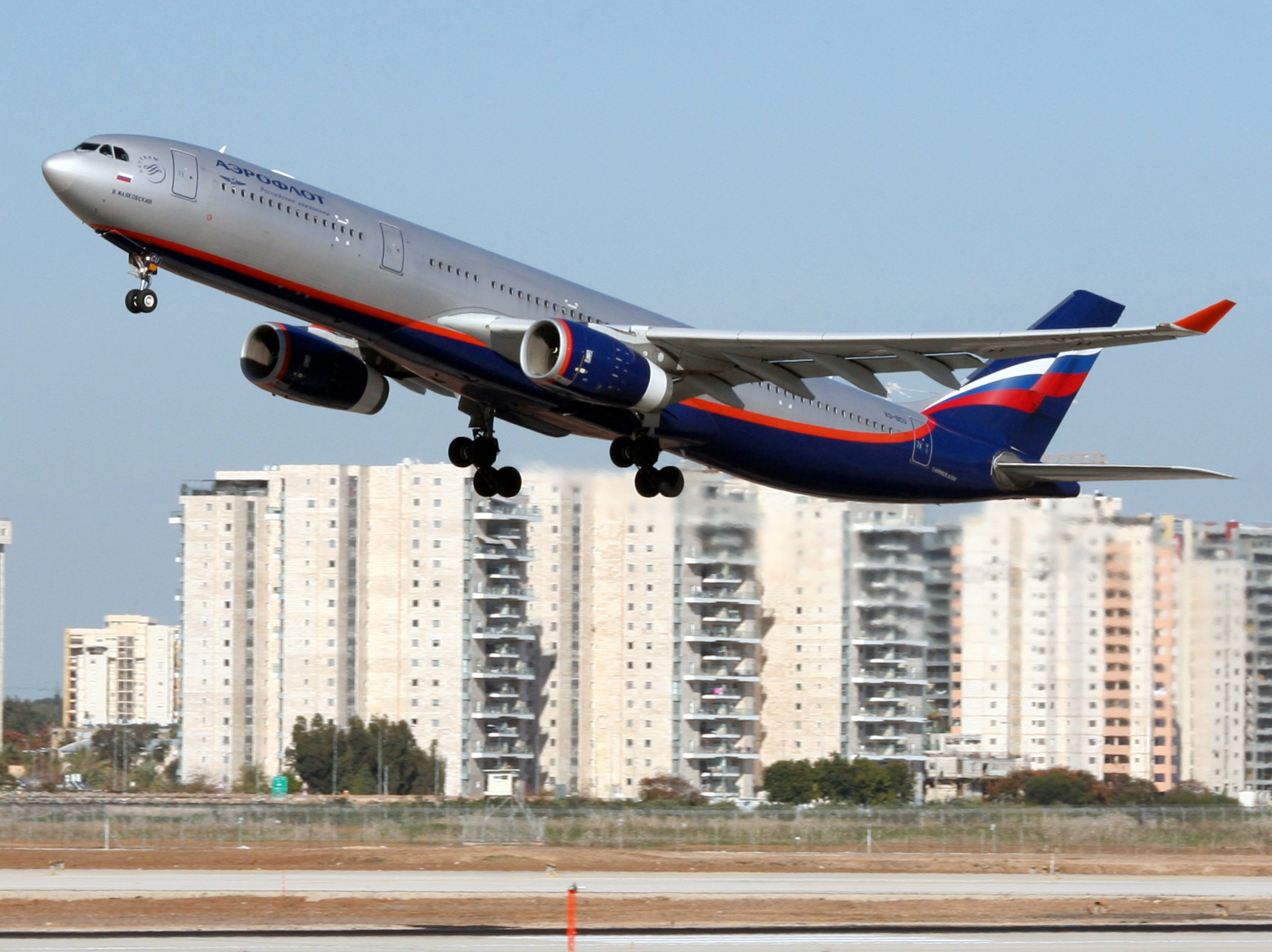
Airbus A330-300 Аэрофлота в аэропорту имени Бен-Гуриона

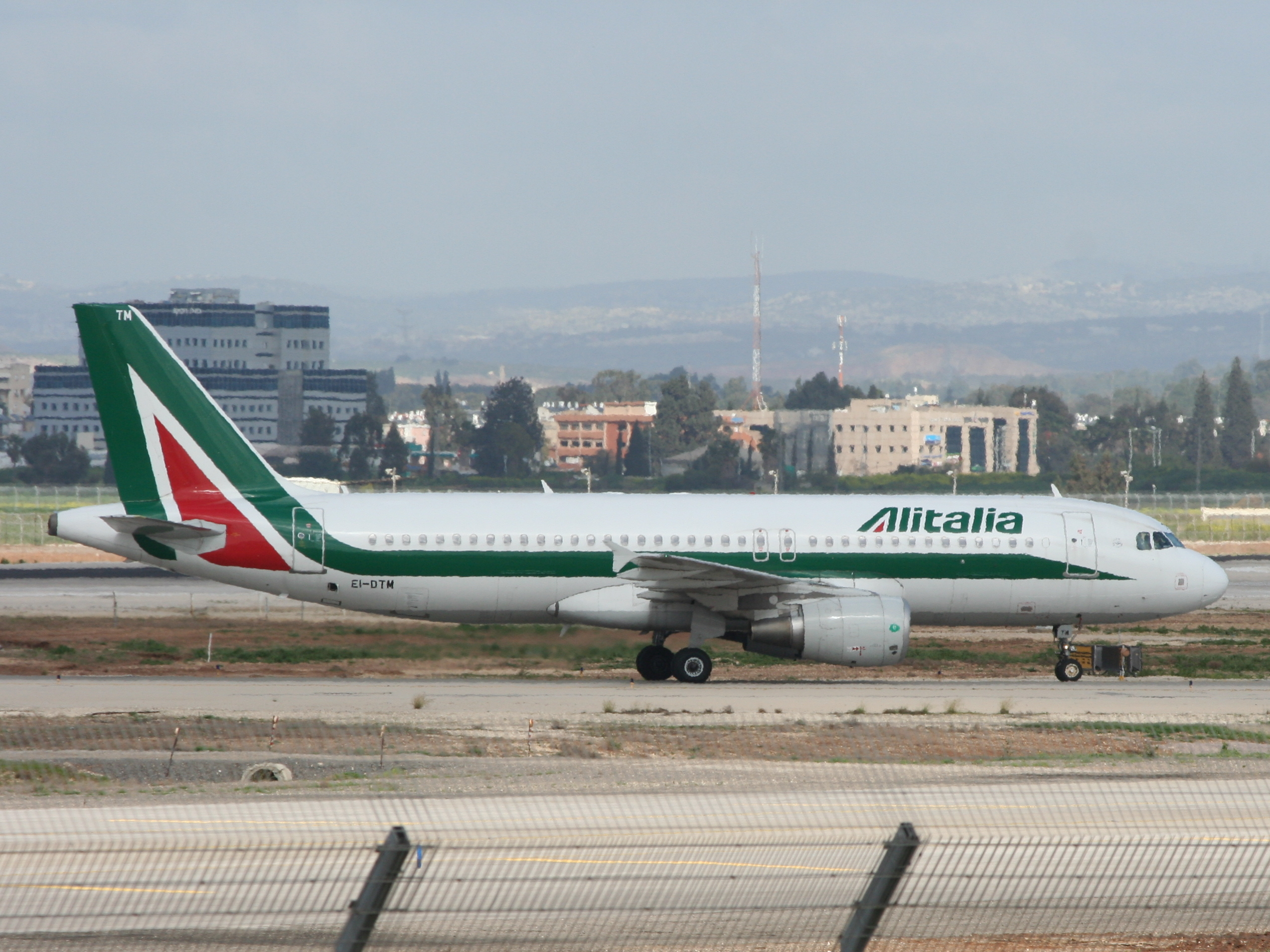
Airbus A320-200 Alitalia в аэропорту имени Бен-Гуриона

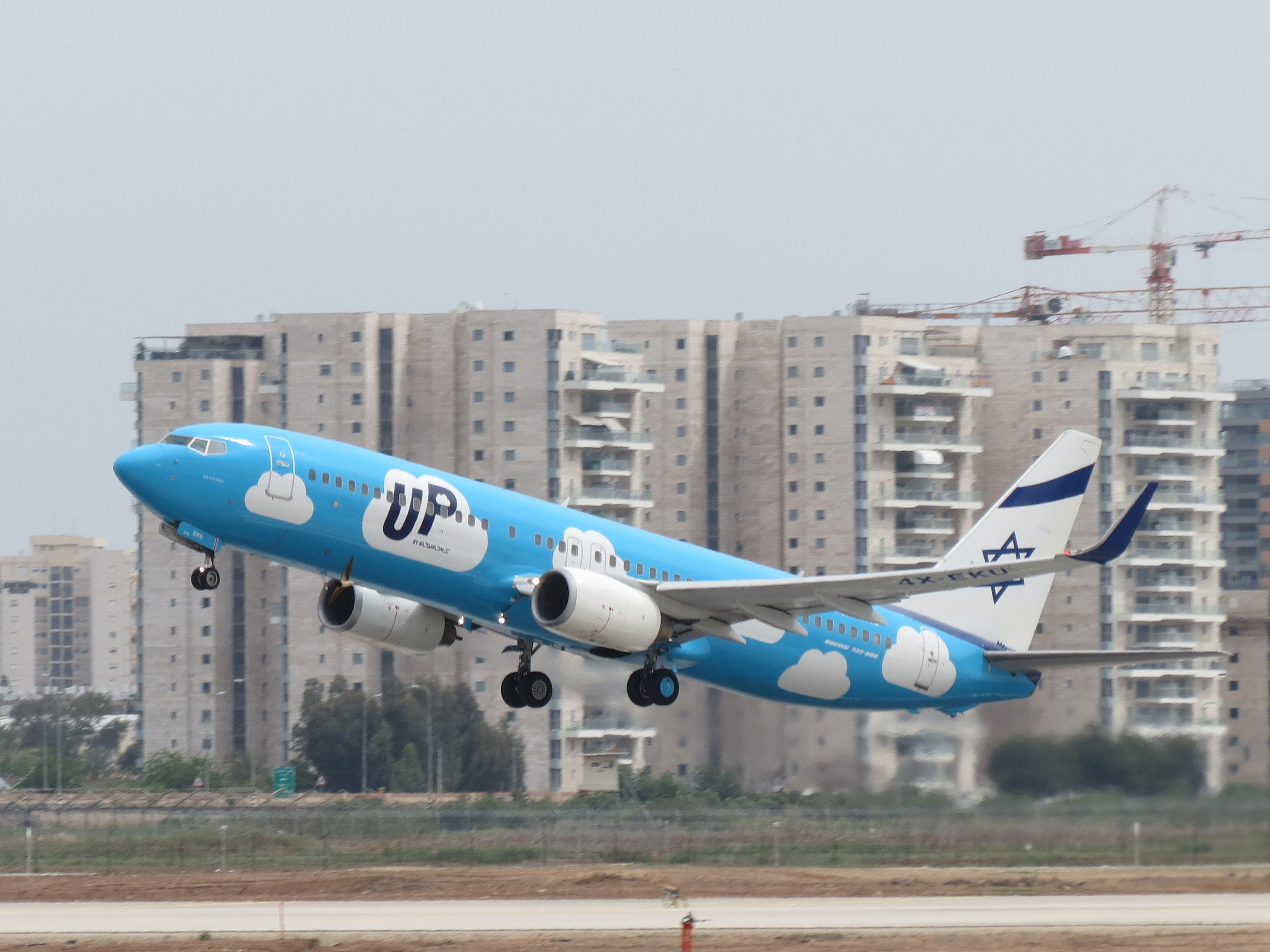
Boeing 737-800 UP в аэропорту имени Бен-Гуриона

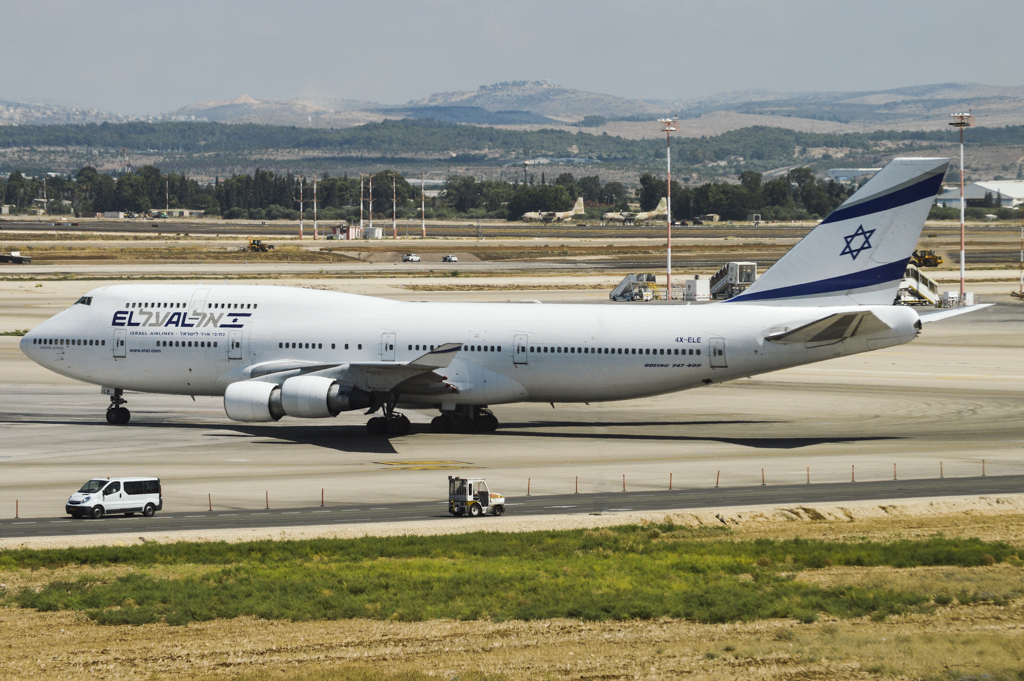
Boeing 747-400 El Al в аэропорту имени Бен-Гуриона

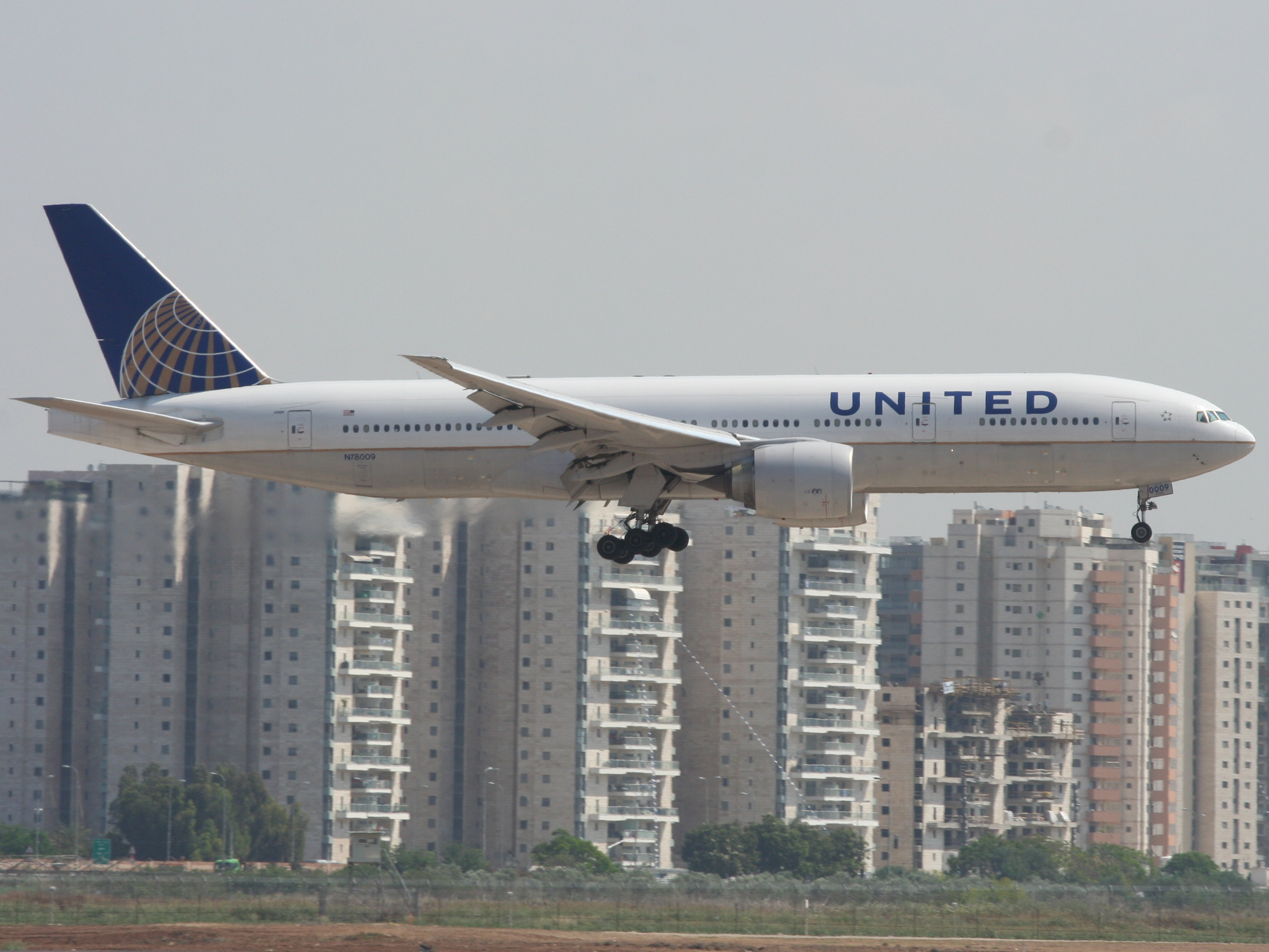
Boeing 777-200 United Airlines в аэропорту имени Бен-Гуриона

### Пассажирские рейсы
По состоянию на февраль 2023 года аэропорт имени Бен-Гуриона обслуживает рейсы следующих авиакомпаний:

### Грузовые рейсы
- CAL Cargo Air Lines
- DHL (European Air Transport)
- El Al Cargo
- Euro Cargo Air
- FedEx
- Korean Air Cargo
- Royal Jordanian Cargo
- Swiss WorldCargo
- United Parcel Service

## Статистика
| Год  | Количество пассажиров | Изменение в сравнении с предыдущим годом | Количество рейсов | Изменение в сравнении с предыдущим годом |
| ---- | --------------------- | ---------------------------------------- | ----------------- | ---------------------------------------- |
| 1999 | 8 916 436             |                                          |                   |                                          |
| 2000 | 9 879 470             | ▲10,8 %                                  | 80 187            |                                          |
| 2001 | 8 349 657             | ▼15,5 %                                  | 69 226            | ▼13,7 %                                  |
| 2002 | 7 308 977             | ▼12,5 %                                  | 63 206            | ▼8,7 %                                   |
| 2003 | 7 392 026             | ▲1,1 %                                   | 61 202            | ▼3,2 %                                   |
| 2004 | 8 051 895             | ▲8,9 %                                   | 66 638            | ▲8,9 %                                   |
| 2005 | 8 917 421             | ▲10,7 %                                  | 70 139            | ▲5,3 %                                   |
| 2006 | 9 221 558             | ▲3,4 %                                   | 76 735            | ▲9,4 %                                   |
| 2007 | 10 526 562            | ▲14,2 %                                  | 84 568            | ▲10,3 %                                  |
| 2008 | 11 550 433            | ▲9,7 %                                   | 94 644            | ▲11,9 %                                  |
| 2009 | 10 925 970            | ▼5,4 %                                   | 89 442            | ▼5,5 %                                   |
| 2010 | 12 160 339            | ▲11,3 %                                  | 95 171            | ▲6,4 %                                   |
| 2011 | 12 978 605            | ▲6,7 %                                   | 99 527            | ▲4,6 %                                   |
| 2012 | 13 133 992            | ▲1,2 %                                   | 97 824            | ▼1,7 %                                   |
| 2013 | 14 227 612            | ▲8,3 %                                   | 104 850           | ▲7,2 %                                   |
| 2014 | 14 925 369            | ▲4,9 %                                   | 112 653           | ▲6,9 %                                   |
| 2015 | 16 299 406            | ▲9,2 %                                   | 118 861           | ▲5,5 %                                   |

## Транспортное сообщение
Аэропорт расположен возле шоссе № 1 Тель-Авив — Иерусалим. Автобусная компания Эгед имеет маршруты с остановкой в аэропорту. Маршрут автобуса 485 компании Афиким соединяет аэропорт с центром Иерусалима, а маршрут 445 — с Тель-Авивом.
ЖД-платформа Аэропорт Бен-Гурион, расположенная непосредственно в терминале 3, обслуживает поезда линий Модиин — Тель Авив — Хайфа — Акко — Нагария и Герцлия — Тель-Авив — Иерусалим.
Также аэропорт оборудован многоярусными автомобильными стоянками и стоянками такси.